# (6874) 1994 JO1
A (6874) 1994 JO1 egy marsközeli kisbolygó. Gordon J. Garradd fedezte fel 1994. május 9-én.